# Trinity Blood
Trinity Blood é uma série de light novels escrita por Yoshida Sunao, que foram originalmente publicadas no The Sneaker, um periódico de ficção japonesa.
O design nos personagens e as ilustrações são feitas por Thores Shibamoto. Há ainda o mangá (desenhado por Kiyo Kuujou e publicado na Asuka Magazine), e o anime, transmitido pelo canal WOWOW. Há notáveis diferenças entre os livros, o anime e o mangá. Este artigo é baseado no anime. O autor da série faleceu antes de terminar seu projeto e os últimos episódios do anime foram feitos por outros produtores.

## Enredo
Quando a população da Terra teve um aumento muito grande, os humanos tentaram colonizar Marte. Durante a colonização, eles descobriram duas tecnologias extra-terrestes: os Bacillus e as nanomáquinas Kresnik. Os colonos injetaram os Bacillus em seus corpos e se transformaram em Methuselahs. Eles injetaram os Kresnik no corpo de quatro bebes de tubo de testes: Seth, Cain, Abel e Lilith de quem achavam ser os únicos corpos que poderiam sobreviver aos testes.
Quando os colonos voltaram para a Terra, uma guerra se iniciou entre os Methuselahs e os humanos sobreviventes na terra. Abel, Cain e Seth ficaram do lado dos Methuselah – Mas Lilith ficou do lado dos humanos. A guerra continua levou ao “Armageddon”, o apocalipse que aconteceu 900 anos antes de começar a história. Durante a guerra, Cain ficou louco e matou Lilith. Sofrendo, Abel levou seu corpo para o Vaticano onde ela foi enterrada. Abel ficou ao seu lado, chorando, por 900 anos.
No começo da história, os vampiricos Methuselahs, tem uma política e força militar superior, continuam a manter a guerra contra os “Terrans”, que eles chamam de Humanos normais. A Igreja Católica de Roma é a maior força militar determinada à proteger os humanos dos Methuselahs, tendo seu centro de poder o Vaticano. Os Methuselahs tem a capital de Bizzantium, que é cercado por um campo de partículas para filtrar a radiação UV, protegendo a população Methuselah.
Ambos grupos usam a “tecnologia perdida” de mísseis, aviões e computadores, para travarem o combate na guerra fria. O terceiro grande poder, Albion joga a guerra com um arsenal superior da tecnologia perdida e armas. A monarquia independente de Albion é um país essencialmente humano, porém o segredo de sua perícia em tecnologia perdida é encontrado no Ghetto, uma cidade subterrânea de Methuselahs escravos. São estes Methuselah quem operam e manufaturam a tecnologia perdida, mas com a morte da Rainha de Albion, alguns dos escravos vampiros começaram uma rebelião pela liberdade do todos residentes no Ghetto.
O cenário é o futuro distante, um mundo pós-apocalíptico depois da destruição causado pelo Armageddon. A guerra entre humanos (Terran) e vampiros (Methuselah) continua, com uma disputa entre duas facções: o Vaticano e o Império Neo-Humano. Apesar do derramamento de sangue e da violência, muitos anseiam por uma coexistência pacífica entre as duas espécies. Entretanto, entre estes e esse objetivo está a Ordem de Rosenkreuz, um grupo de extremistas que manipulam os dois lados e colocam-os um contra os outros com o objetivo de acabar com o mundo. Para combatê-los, o grupo "AX", de Operações Especiais do Vaticano, liderado pela Cardeal Caterina; precisa usar de todas as suas armas - até mesmo um vampiro que se alimenta do sangue de outros vampiros.

## Personagens

### O Vaticano
O vaticano fica em Roma como centro da existência humana depois do Armageddon. Na luz da devastação, pessoas buscaram refugio e proteção em igrejas, dando ao Vaticano responsabilidades e liderança sobre os humanos. Apesar de sua autoridade suprema, os humanos começaram a por sua fé em nobre e líderes locais, Tomando a autoridade do Vaticano. Apesar de sua pressão enfraquecendo-se sobre as nações, o Vaticano ainda são os maiores líderes dos humanos, depois do Armageddon.
Líderes:
Papa Alessandro XVIII
Alessandro tem pouca ou nenhuma confiança em si próprio, e constantemente depende de Francesco ou Caterina para conselhos. Apesar de ser o Papa, ele não é capaz de tomar decisões sozinho, o que o torna uma simples marionete. Ele concentra seus esforços no objetivo de um novo mundo de coexistência pacífica entre terrans e methuselas.
Cardeal Francesco di Medici
Com um forte ódio contra vampiros, ele frequentemente discute com sua irmã mais nova, Caterina, devido à preferência dela por negociação e diplomacia. Ele prefere responder com violência, geralmente tomando decisões que custam vidas inocentes "em nome de Deus". É o comendante do Departamento de Inquisição. Ele exerce o cargo de Duque da Toscana.
Cardeal Caterina Sforza
Uma mulher de vontade firme e determinação, lidera o Grupo de Operações Especiais AX, uma sub-seção do Departamente do Assuntos Externos. Apesar de seus subordinados frequentemente realizarem missões que envolvam subjugar ou erradicar vampiros, ela busca firmemente a paz com o Império e com o conceito de terrans e methuselas coexistindo em paz. Ela exerce o cargo de Duquesa de Milão.

### Agentes da AX
Abel Nightroad ~ codinomeKresnik
Apesar de aparentar ser nada mais que um desastrado e avoado padre, na verdade ele é um "Kresnik", um vampiro de extremo poder que se alimenta do sangue de outros vampiros. Porém, apesar de sua força, ele aderiu a um princípio de paficismo, e frequentemente recusa-se a matar seus oponentes. Abel mostra-se em flashbacks como tendo um grande ódio pela humanidade, mas em algum ponto isso muda para sua atual atitude pacífica. Ele admite ter cometido grandes pecados em algum momento de sua vida, e muito de sua personalidade atual é baseada no seu arrependimento por eles. É possível se notar uma semelhança com o personagem Vash The Stampede do anime Trigun, tanto pela maneira de agir quanto pensar, pois também é um personagem que tem muito poder e se recusa a usá-lo.
Esther Blanchett
Originária da cidade de István (nome do futuro para Budapeste), Esther cresceu com uma freira, Reverenda Laura, que a tratou como filha. Quando Abel a conhece, ela havia acabado de assassinar um homem para vingar a morte de Laura. Possui uma marca de nascença em forma de estrela no corpo, marcando-a como a "estrela da esperança". Mais tarde, essa marca mostra-se uma prova de sua ascendência da família real de Albion (antiga Londres), e ela sobe ao trono como rainha. 
Noelle Bor
Uma mulher charmosa e imprevisível, muito pouco dela foi mostrado, mais uma coisa que ficou muito evidente no anime é que ela amava o Padre Abel Nightroad. Morreu em uma missão dada a ela e seu amor em Barcelona, sendo ela nessa missão a primeira a descobrir o plano do arcebispo Alfonse d'ESTE de acabar com o Vaticano.
William W. Wordsworth - Codinome Professor
Conhecido como cavaleiro de Albion, uma pessoa muito culta, porém, às vezes um pouco equivocado com seus inventos, ele da aulas na Universidade de Roma (não existe mais detalhes sob esta parte de sua vida). Tem constantes brigas com a irmã Kate Scott, mesmo sendo velhos amigos e conterrâneos de Albion.
Leon Garcia De Astulia - Codinome Dandelion
Está preso, mas ajuda em algumas missões da AX para dimunuir a sua pena. Sua primeira aparição é quando é enviado junto a Abel para a ilha Never Land, investigar ataques de vampiros contra embarcações locais. Leon possui uma filha, mas seu paradeiro é desconhecido.
Padre Tres - Codinome Gunslinger
Um Cyborg programado para seguir ordens. Arma principal: Pistolas.

## Dublagem brasileira
- Abel Nightroad: Marcelo Campos[1]
- Dietrich Von Lohengrin: Robson Kumode[2]
- Süleyman, o conde de Tigris: Ulisses Bezerra